# NGC 834
NGC 834 este o galaxie spirală situată în constelația Andromeda. A fost descoperită în 21 septembrie 1786 de către William Herschel. Se află la o distanță de 48,98 de megaparseci de Pământ.